# Cherubino Alberti

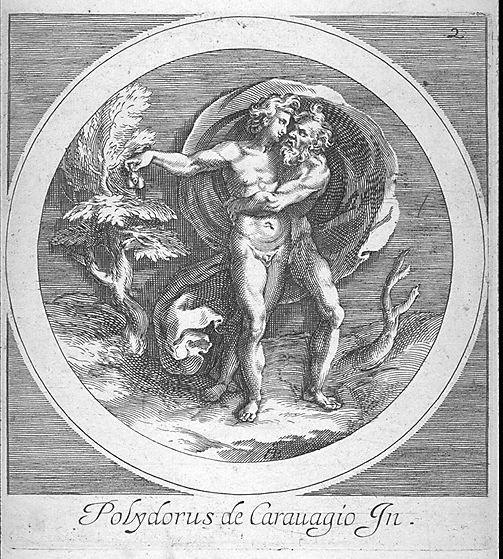
Giove bacia Ganimede, a partir de um desenho de Caravaggio.

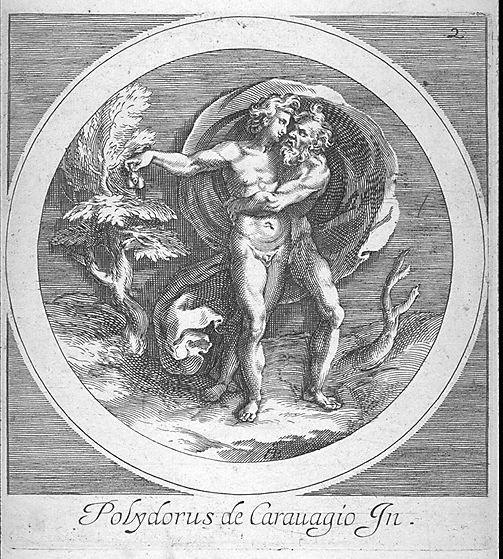
Giove bacia Ganimede, de Cherubino Alberti, reproduzindo obra de Polidoro da Caravaggio.

Cherubino Alberti (1553–1615), também chamado de Borghegiano, foi um gravador e pintor italiano. Ele é mais lembrado pelos afrescos romanos que completou com seu irmão Giovanni Alberti durante o papado de Clemente VIII. Produziu principalmente gravuras em placas de cobre.

## Biografia
Alberti nasceu em 24 de fevereiro de 1553 em Borgo San Sepolcro, Toscana (o que lhe valeu o apelido de Borgheggiano), numa família de artistas. Era o segundo filho de Alberto Alberti, entalhador e escultor. Seus irmãos Alessandro Alberti e Giovanni Alberti também foram artistas.
Alberti estudou em Roma com Cornelius Cort e atuou como gravador, tomando por base invenções de outros artistas. Entre suas primeiras influências estavam Rafael e a arte maneirista contemporânea. Entre 1571 e 1575 produziu gravuras inspiradas em Federico e Taddeo Zuccari. Na década seguinte, elaborou gravuras de obras de Rafael, Michelangelo, Polidoro da Caravaggio, Andrea del Sarto, Rosso Fiorentino, Marco Pino, Pellegrino Tibaldi e Cristofano Gherardi, além de algumas baseadas em estátuas da Antiguidade.
Mais tarde, Alberti dedicou-se a decorar palácios e igrejas com pinturas em afresco. Sua obra mais famosa foi a decoração em afresco da Sala Clementina no Palácio Apostólico no Vaticano, concluída em parceria com seu irmão Giovanni. Também pintou para a igreja de Santa Maria em Via Lata. Pode ter sido primeiro aluno de Cornelis Cort, depois estudando as produções de Agostino Carracci e Francesco Villamena.
Quando faleceu em Roma, Alberti era Diretor da Academia de São Lucas, associação de artistas.

## Obras

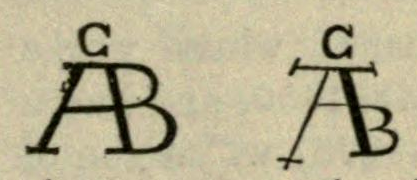
Dois tipos de assinatura (marcas) usados por Cherubino Alberti

Atribuem-se a Alberti mais de 180 gravuras, incluindo:
- Retrato do Papa Gregório XIII.
- Santa Susana recostada contra um pedestal, com uma espada
- São Jerônimo, meditando sobre o Crucifixo
- A Crucifixão (1575), depois de Michelangelo
- São André carregando sua Cruz (1580)
- Duas outras figuras, do Juízo Final (1591)
- Caronte, com duas outras figuras (1575)
- Prometeu devorado pelo abutre (1580)
- Pietà, depois da escultura de Michelangelo
- Três — A Criação; Adão e Eva expulsos do Paraíso, inspirado em Polidoro da Caravaggio.
- A Morte dos Filhos de Níobe, em cinco folhas
- Rapto das Sabinas, depois de outro friso de Polidoro da Caravaggio
- O Triunfo de Camilo; no estilo da Antiguidade.
- Plutão segurando uma tocha. Fortuna de pé sobre uma concha.
- Apresentação no Templo; A Ressurreição, e A Sagrada Família (1582), após Rafael.
- Júpiter e Ganimedes (1580), após Rafael
- As Graças e Vênus deixando Juno e Ceres, após um friso de Rafael
- A Adoração dos Magos (1574), A Transfiguração, Cristo orando no Horto (1574) e Apedrejamento de Santo Estêvão; após Il Rosso.
- Duas partes de arquitetura; após o mesmo, em dois gravados. (1582)
- O Batismo de nosso Salvador, por São João (1574) e O Milagre de São Filipe Benício; após Andrea del Sarto.
- Tobias e o Anjo (1575), depois de Pellegrino Tibaldi
- Cristo orando no Jardim, após Perino del Vaga.
- A Adoração dos Pastores (1575), A Sagrada Família, A Flagelação de Cristo, Conversão de São Paulo, e Assunção da Virgem, após Taddeo Zuccari.
- Assunção e A Coroação da Virgem (1572), após Federico Zuccari.